# Kopf-Primel
Die Kopf-Primel (Primula capitata) ist eine Pflanzenart aus der Gattung der Primeln (Primula) innerhalb der Familie der Primelgewächse (Primulaceae).

## Beschreibung

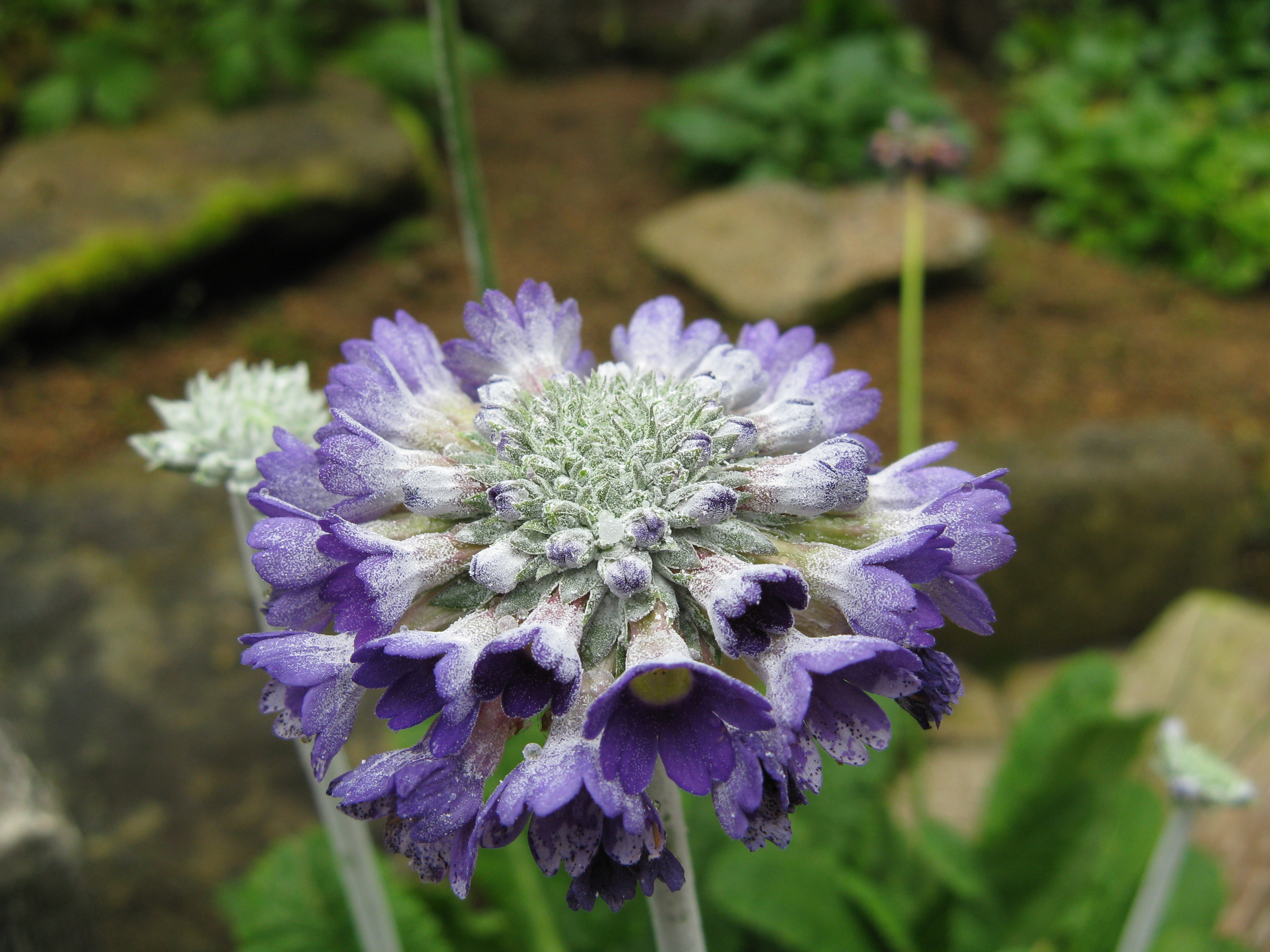
Blütenstand von oben

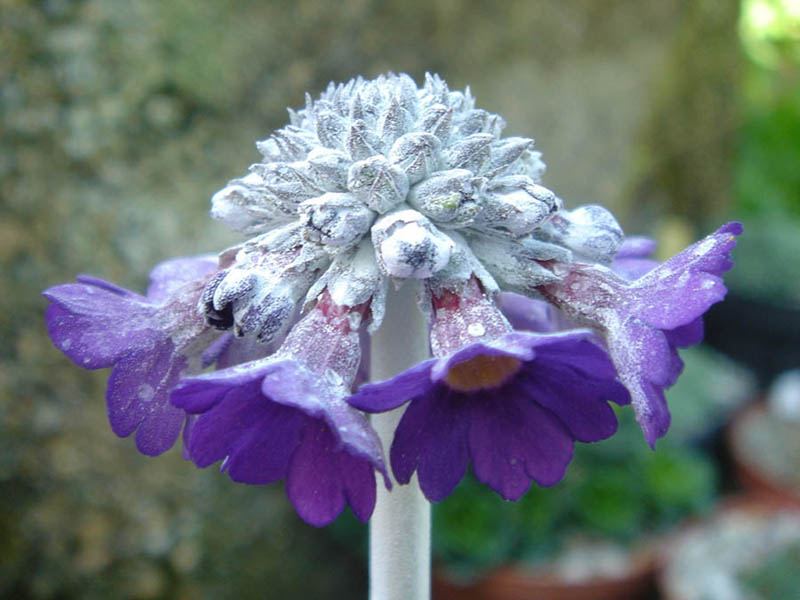
Blütenstand von der Seite und Blüte von Primula capitata subsp. capitata; gut zu erkennen ist der mehlige Belag

### Vegetative Merkmale
Die Kopf-Primel ist eine ausdauernde krautige Pflanze, die Wuchshöhen von 10 bis 45 Zentimeter erreicht.
Die in einer grundständigen Rosette angeordneten Laubblätter sind in Blattstiel und -spreite gegliedert. Der Blattstiel ist mit etwa der Hälfte seiner Länge mit der Blattspreite verwachsen und dadurch geflügelt. Die einfache Blattspreite ist bei einer Länge von 2 bis 13 Zentimetern sowie einer Breite von 0,5 bis 2, selten bis zu 3 Zentimetern länglich-verkehrt-lanzettlich bis länglich-spatelförmig mit lang zugespitzter Spreitenbasis und spitzem bis gerundetem oberen Ende. Die Blattunterseite ist je nach Unterart weiß oder gelb mehlig, aber manchmal winzig drüsig behaart und die Blattoberseite ist winzig drüsig behaart. Der Blattrand ist unregelmäßig gezähnt.

### Generative Merkmale
Die Blütezeit reicht von Juli bis November. Der Blütenstandsschaft ist mindestens im oberen Bereich mehlig und besitzen im obersten Bereich einen Schopf oder Kranz aus Tragblättern. Die Tragblätter sind bei einer Länge von 6 bis 8 Millimetern sowie einer Breite von 3 bis 4 Millimetern eiförmig bis breit-lanzettlich. Der doldenförmige Blütenstand ist je nach Unterart mehr oder weniger scheiben- oder kugelförmig und enthält viele Blüten. Der Blütenstiel ist 1 bis 2 Millimeter lang. Die Blüten sind ausgebreitet oder mehr oder weniger hängend im Blütenstand angeordnet. Bei einer Unterart sind die Endblüten des Blütenstandes steril und bleiben geschlossen.
Es liegt Heterostylie vor. Die zwittrige Blüte ist radiärsymmetrisch und fünfzählig mit doppelter Blütenhülle. Die fünf oft purpurfarben gefleckten, 5 bis 8 Millimeter langen Kelchblätter sind undeutlich asymmetrisch und bis fast zur Hälfte ihrer Länge verwachsen. Die Kelchzipfel sind breit-eiförmig bis elliptisch, selten lanzettlich mit stumpfem bis spitzem oberen Ende. Die Krone ist blau bis dunkelviolett oder purpurfarben mit gelben Auge. Die fünf Kronblätter sind verwachsen und der Kronsaum weist einen Durchmesser von 7 bis 10 Millimetern auf. Die fünf Kronlappen sind verkehrt-eiförmig und tief eingeschnitten zweilappig. Bei Blüten mit langem Griffel weist dieser eine Länge von 3,5 bis 4 Millimetern auf und die Kronröhre weist eine Länge von 6 bis 7,5 Millimetern auf, bei ihnen überragen die Staubblätter die Kronröhre um etwa 2 Millimeter. Bei Blüten mit kurzem Griffel ist dieser nur etwa 1 Millimeter lang und die Kronröhre weist eine Länge von 7 bis 9 Millimetern auf, bei ihnen überragen die Staubblätter die Kronröhre um 5 bis 7 Millimeter.
Die Kapselfrucht ist fast kugelförmig und kürzer als der Kelch.
Die Chromosomenzahl beträgt 2n = 18.

## Systematik und Vorkommen
Die Erstbeschreibung von Primula capitata erfolgte 1850 durch William Jackson Hooker in Curtis’s Botanical Magazine, Band 76, Tafel 4550.
Die Art Primula capitata gehört zur Sektion Capitatae aus der Untergattung Aleuritia in der Gattung Primula.
In der Flora of China 1996 sind drei Unterarten verzeichnet:
- Primula capitata Hook. subsp. capitata (Syn.: Primula capitata subsp. crispata (Balf. f. & W.W.Sm.) W.W.Sm. & Forrest, Primula capitata subsp. mooreana (Balf. f. & W.W.Sm.) W.W.Sm. & Forrest, Primula crispata Balf. f. & W.W.Sm., Primula mooreana Balf. f. & W.W.Sm.): Die Unterseite der Laubblätter ist weiß mehlig. Der Blütenstand ist scheibenförmig mit nicht vollständig entwickelten Blüten am oberen Ende. Sie kommt im nordöstlichen Indien, in Bhutan, Sikkim und südlichen Tibet vor. Sie gedeiht in Tibet in Bergwäldern und auf Grashängen in Höhenlagen von 2700 bis 5000 Metern.[1]
- Primula capitata subsp. lacteocapitata (Balf. f. & W.W.Sm.) W.W.Sm. (Syn.: Primula lacteocapitata Balf. f. & W.W.Sm., Primula capitata subsp. craibeana (Balf. f. & W.W.Sm.) W.W.Sm. & Forrest, Primula craibeana Balf. f. & W.W.Sm.): Die Unterseite der Laubblätter ist cremefarben oder hellgelb mehlig. Der Blütenstand ist kugelig. Sie kommt im nordöstlichen Indien, in Sikkim und südlichen Tibet vor. Sie gedeiht in Tibet an Waldrändern und in Wiesen in Höhenlagen von 3000 bis 5000 Metern.[1]
- Primula capitata subsp. spaerocephala (Balf. f. & Forrest) W.W.Sm. & Forrest (Syn.: Primula sphaerocephala Balf. f. & Forrest, Primula pseudocapitata Kingdon Ward.): Die Blattunterseite ist nicht mehlig. Der Blütenstand ist kugelig. Sie gedeiht auf Lichtungen in Fichtenwäldern sowie an Ufern von Fließgewässern in Höhenlagen von 2800 bis 4200 Metern im südöstlichen Tibet und in Yunnan.[1]

## Nutzung
Die Kopf-Primel wird selten als Zierpflanze für Steingärten genutzt. Sie ist seit spätestens 1849 in Kultur. Es gibt zahlreiche Sorten.